# Rengöring av tonhuvud

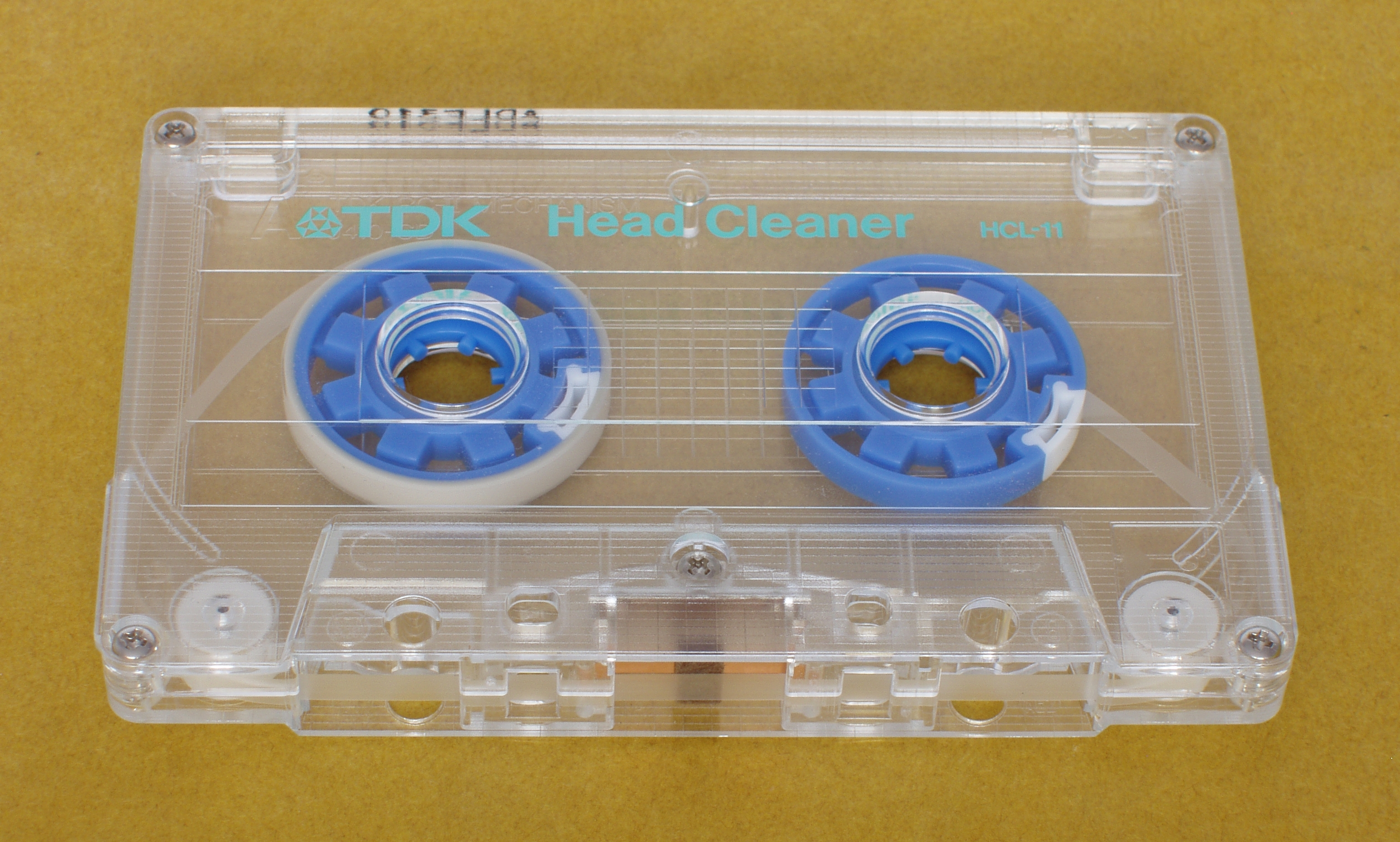
Rengöringskassett för tonhuvud.

Rengöring av tonhuvud innebär att man använder ett särskilt hjälpmedel för att rengöra tonhuvuden på magnetiska bandspelare, som videobandspelare eller kassettbandspelare.

## Rengöring
Ljud- och videobandspelare, till exempel kassettbandspelare och videobandspelare, behöver regelbundet underhållas för att fungera optimalt. Partiklar som faller av magnetbanden på exempelvis kassettband och videoband kan fastna på tonhuvudet och sänka ljudkvaliteten. Rengöring av tonhuvud kan göras med en speciell duk eller speciella långa svabbar och/eller en rengöringskassett. Detta tar bort fläckar och smuts på tonhuvudet.
Bomullstrådar kan förstöra tonhuvudet; bomullstussar eller bomullssvabbar bör därför inte användas.         